# Mancomunidad de Les Valls

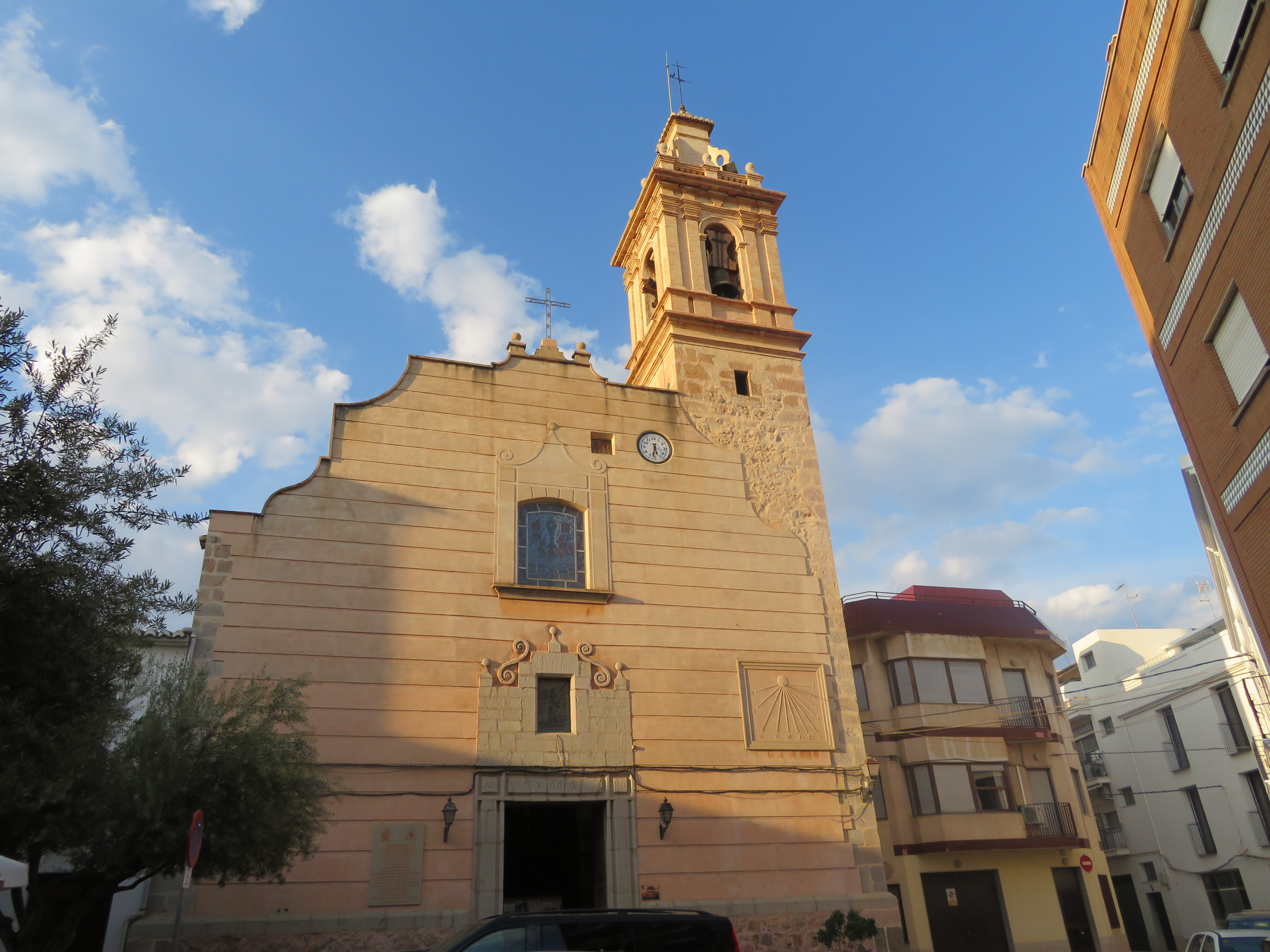
Iglesia parroquial de Santa Ana de Quartell (Valencia).

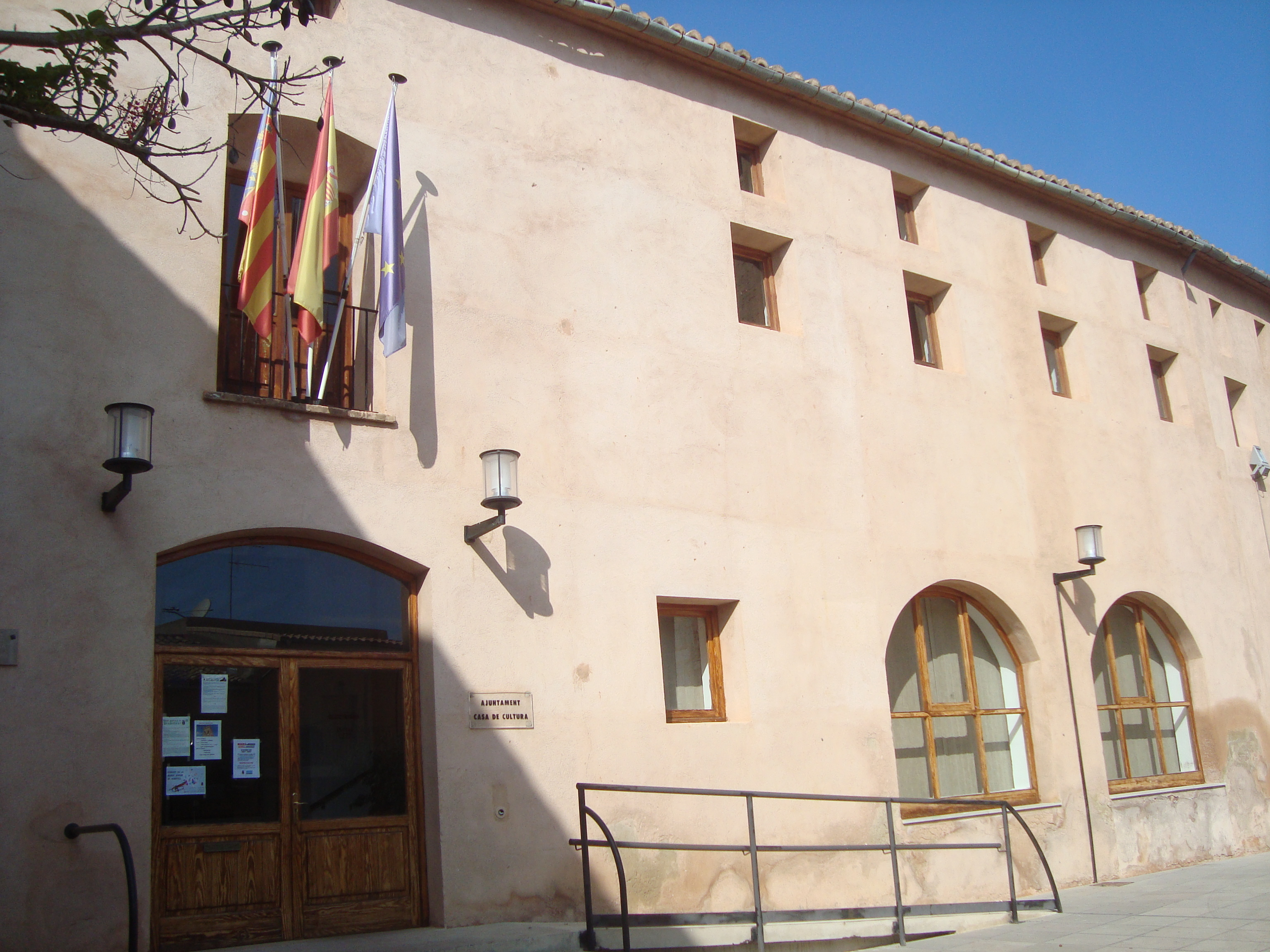
Ajuntament de Benavites

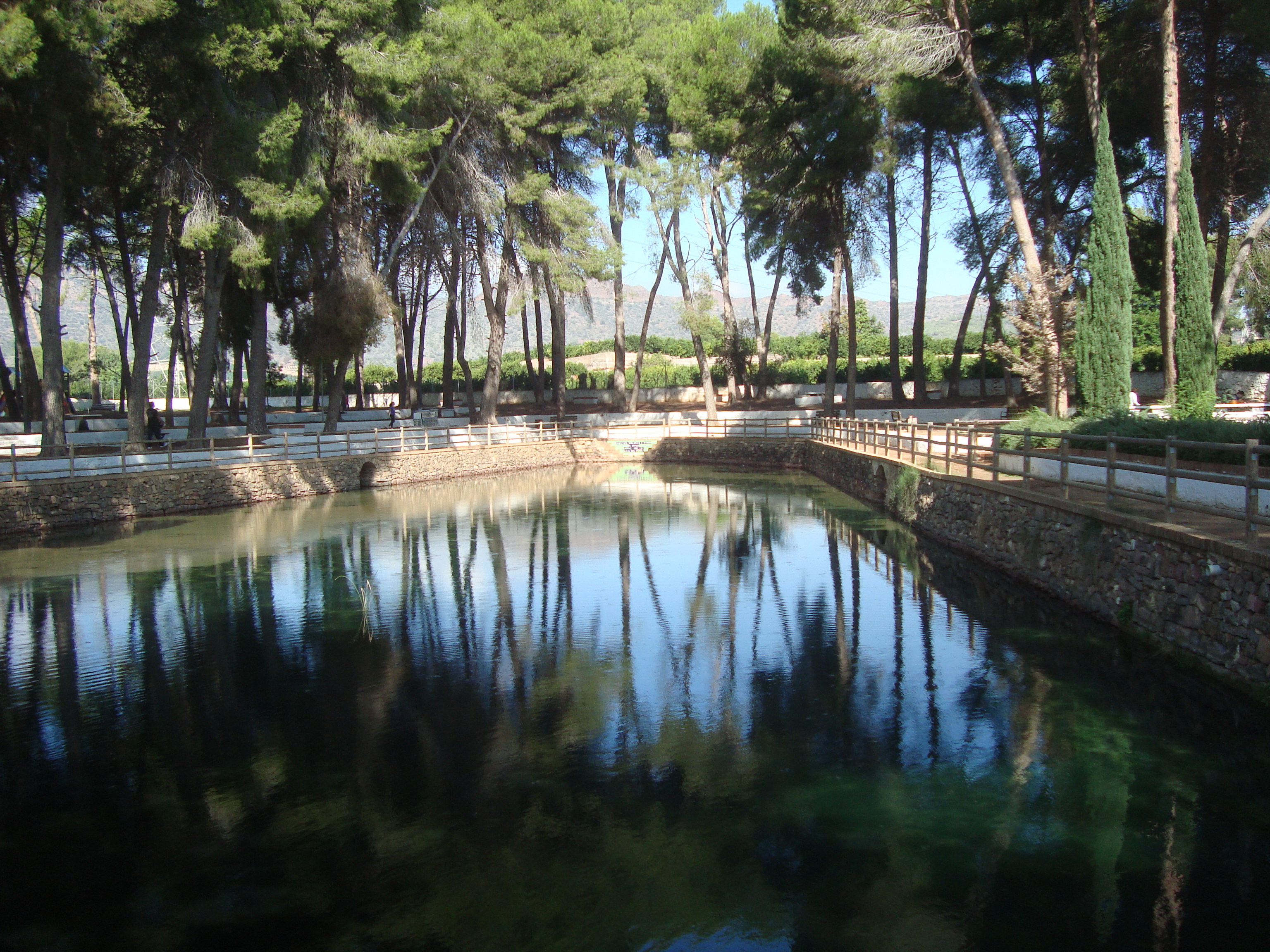
Font de Quart (Quart de les Valls, València)

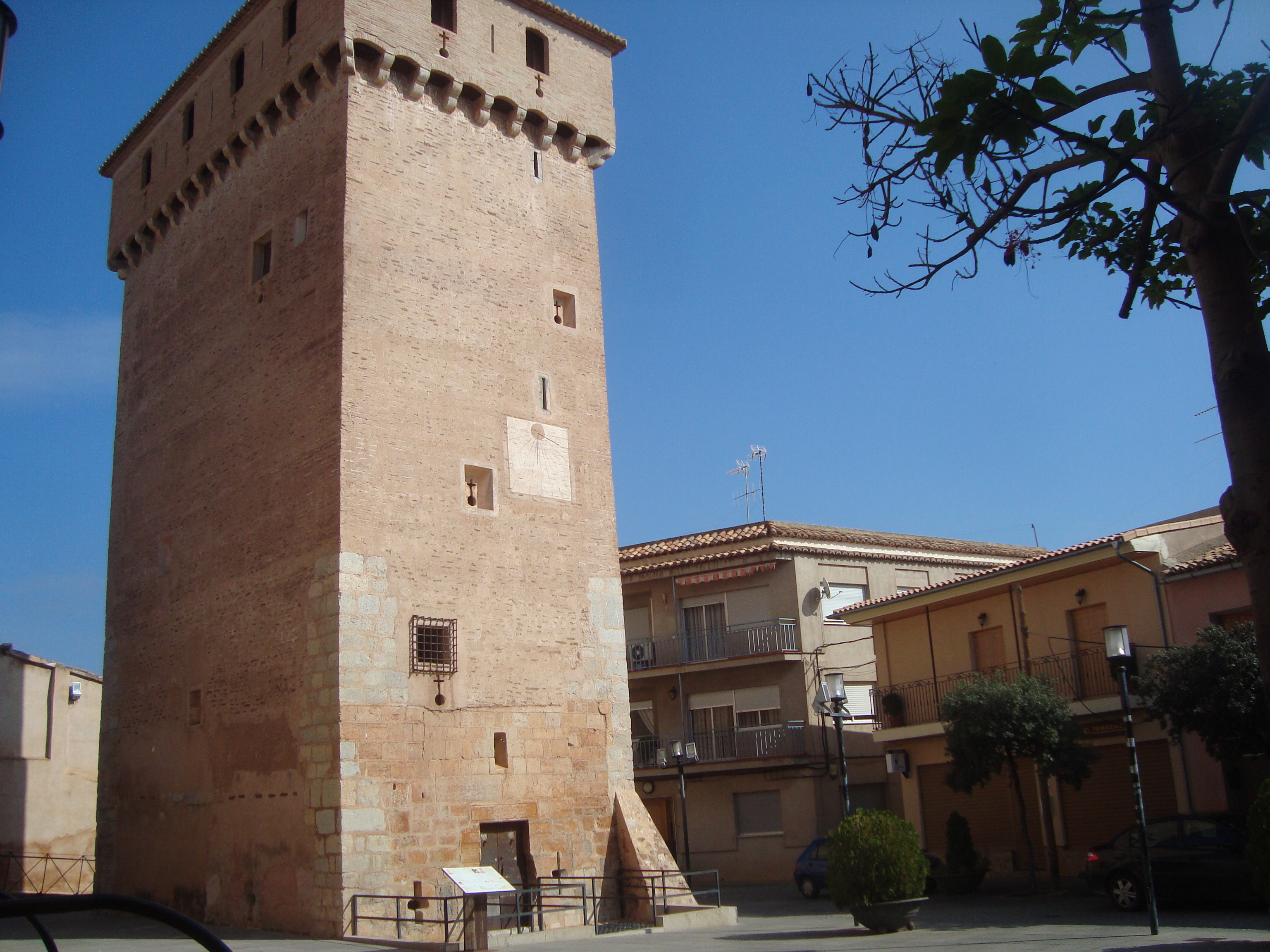
Torre de Benavites

La Mancomunidad de Les Valls es un conjunto de municipios organizados en forma de mancomunidad pertenecientes a la Comunidad Valenciana, España, concretamente a la provincia de Valencia, en la comarca del Campo de Morvedre, limitando al noreste con la comarca de la Plana Baja.
Integra a los municipios de Benavites, Benifairó de los Valles, Faura, Quart de les Valls y Quartell. Está presidida actualmente (2025), por Consol Duran Diana (PSOE), del ayuntamiento de Faura.

## Geografía
Situada en el norte de la provincia de Valencia, entre los Municipios de Sagunto y Almenara.
Se accede desde Valencia, a través de la A-7, tomando luego la N-340 y finalmente la CV-320.

## Historia

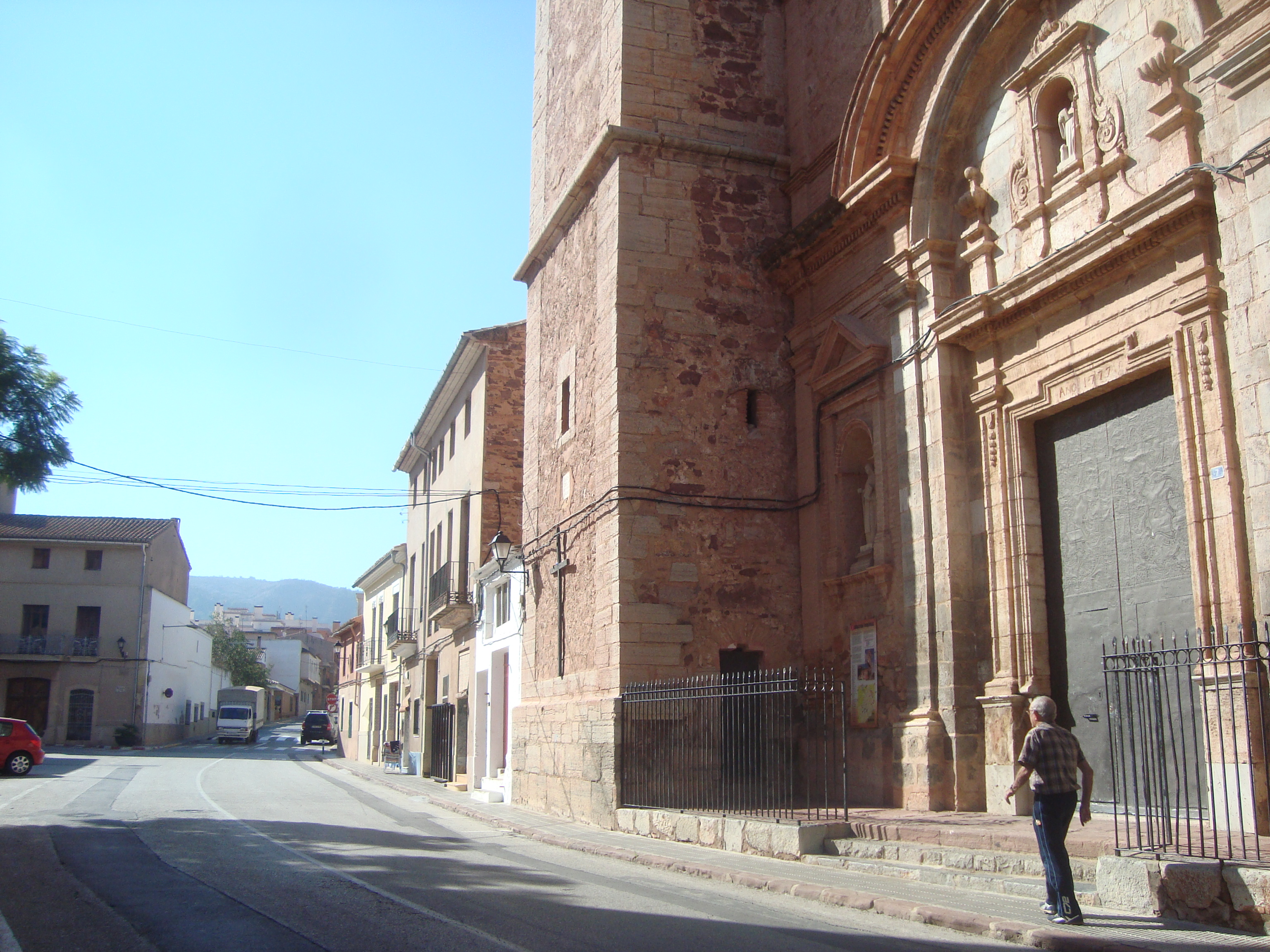
Benifairó de les Valls (Camp de Morvedre, València)

La Mancomunidad de Les Valls fue constituida hace más de veinte años para dar los servicios de recogida de basura y servicios sociales, principalmente. A lo largo de los años ha experimentado un notable crecimiento en la gestión de servicios con la finalidad de contribuir, en su medida, a la mejora de la calidad de vida de los vecinos. Gestiona los siguientes servicios: ambulancias, cultura, depuración de aguas residuales, educación, extinción de incendios, limpieza viaria, limpieza viaria y recogida de basura, matadero, tercera edad, y urbanismo. 

## Economía
Basada en la agricultura con claro predominio del cultivo de los cítricos y apoyada en la industria de manipulación y transformación de los mismos.

## Referencias

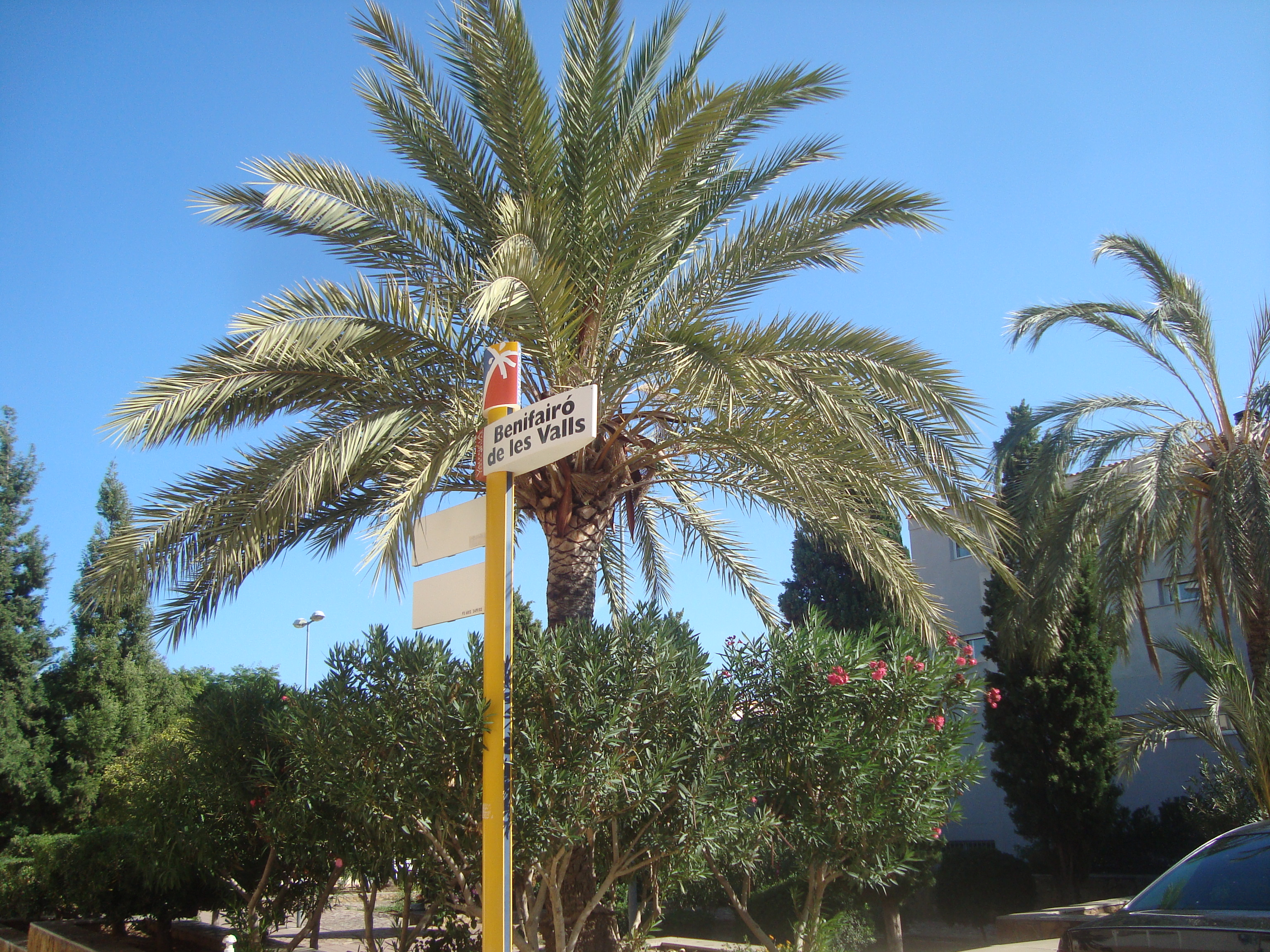
Benifairó de les Valls

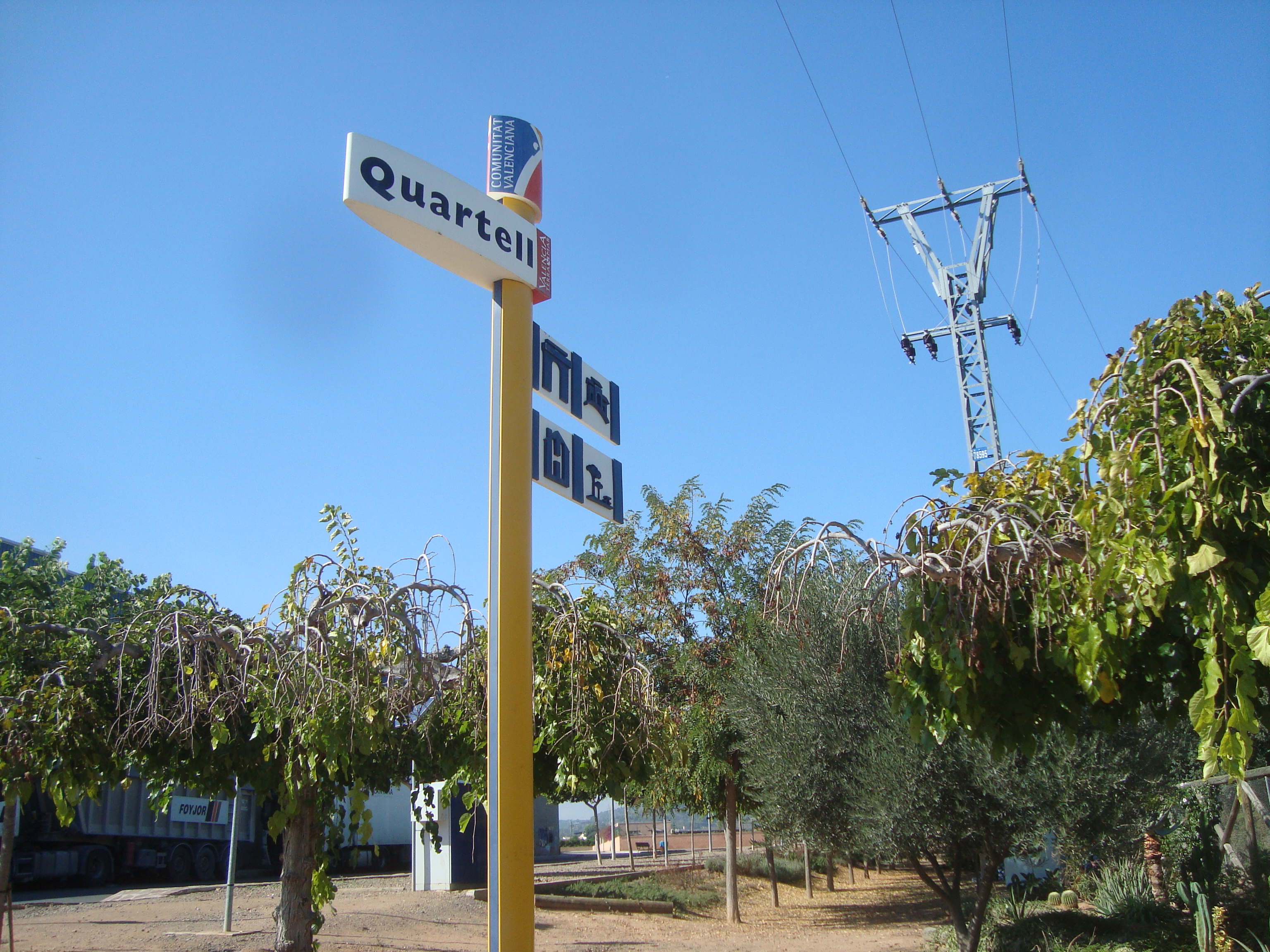
Quartell (Valencia).

## Enlaces externos

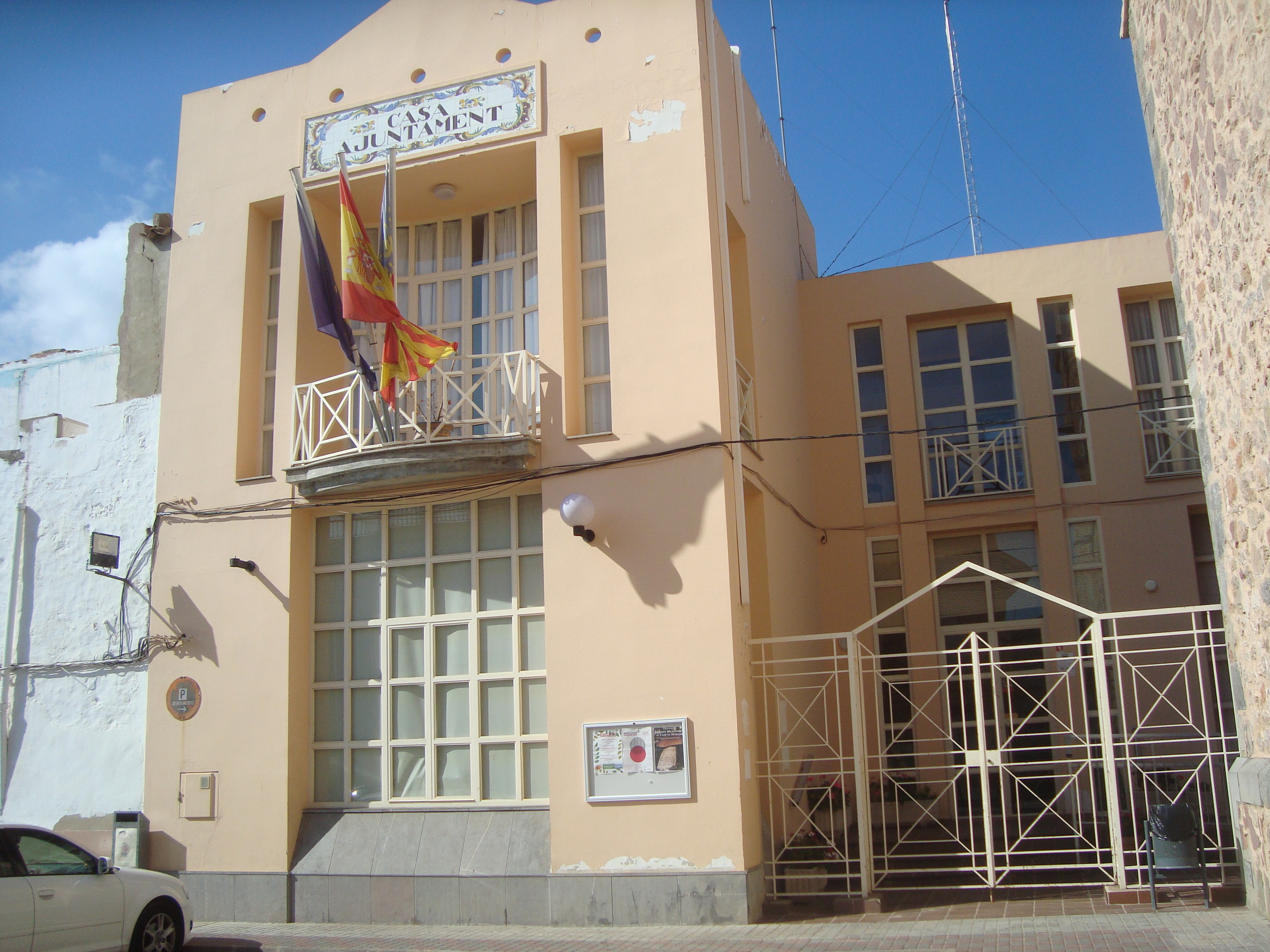
Ajuntament de Quart de les Valls (València)

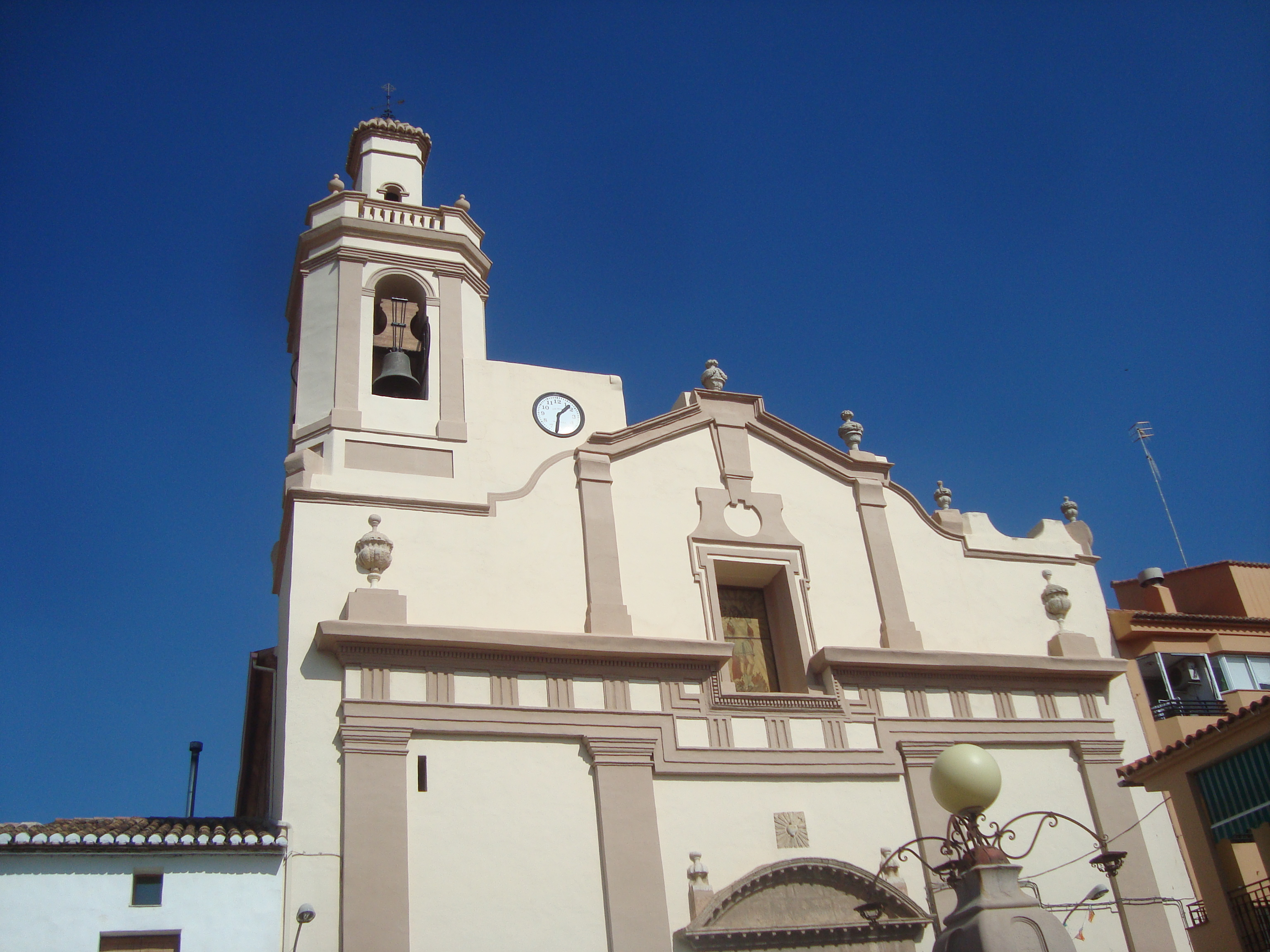
Església parroquial de Sant Miquel Arcàngel (Quart de les Valls, Valencia)

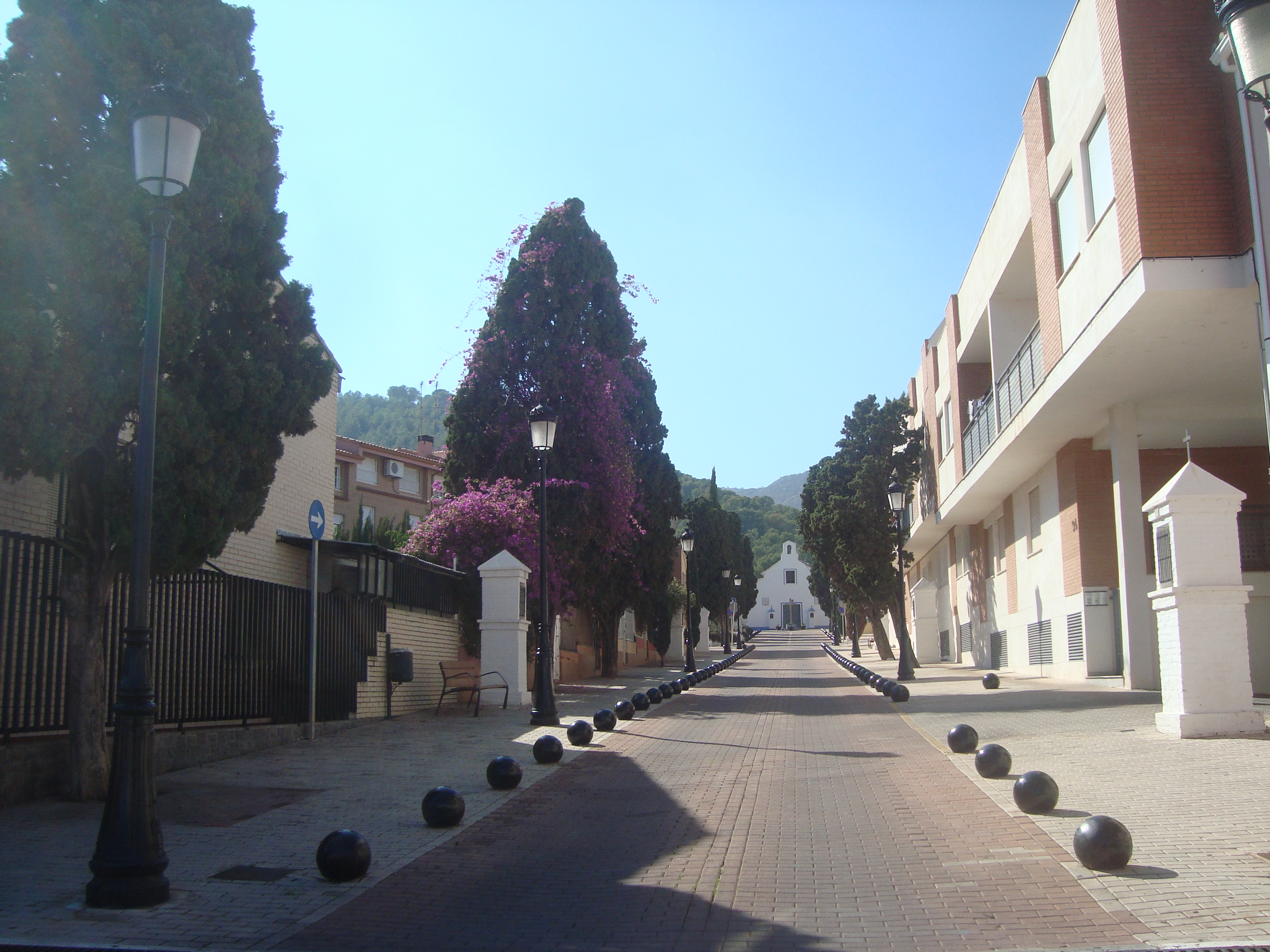
Faura